# Relações entre Iraque e Rússia
As relações entre Iraque e Rússia são as relações bilaterais entre o Iraque e a Rússia.

## História

### Relações Iraque-União Soviética
A União Soviética estabeleceu oficialmente relações diplomáticas com o Reino do Iraque em 9 de setembro de 1944. O regime do rei Faiçal II era anticomunista e estabeleceu ligações com Moscou devido à sua dependência ao Reino Unido e do Tratado Anglo-Soviético de 1942. Em janeiro de 1955, o governo soviético criticou a decisão do governo iraquiano de aderir ao Pacto de Bagdá, o que levaria o Iraque capitalista a cortar relações diplomáticas com os soviéticos. Depois que Faiçal II foi deposto em um golpe militar em 14 de julho de 1958, a recém-proclamada República do Iraque liderada pelo general Abd al-Karim Qasim restabeleceu as relações com a União Soviética e a União Soviética passou a vender armas a Bagdá.
Desde então, durante cerca de quarenta anos até a perestroika de Gorbachev, no final da década de 1980, a cooperação soviético-iraquiana foi próxima e multifacetada, e na maior parte do período foi oficialmente chamada de "parceria estratégica". Em 1967, o Iraque assinou um acordo com a União Soviética para fornecer petróleo à nação em troca de acesso em larga escala às armas do Bloco Oriental. Em 1972, o Egito ordenou que o pessoal militar soviético no país saísse e o Iraque logo se tornou um dos aliados mais próximos da União Soviética no Oriente Médio. Durante esse período, a União Soviética e o Iraque assinaram um Tratado de Amizade e Cooperação no qual ambos os países prometeram se ajudar mutuamente em caso de ameaça e evitar entrar alianças hostis entre si.
No entanto, isso não significou que durante todo esse tempo suas relações mútuas tivessem sido sempre igualmente amigáveis e sem sérias diferenças políticas. O acadêmico canadense Andrej Kreutz explica que, devido ao seu apoio aos movimentos de libertação nacional, vários países importantes do Terceiro Mundo, incluindo o Iraque, "declararam sua amizade e melhoraram as relações com a União Soviética e se alinharam com ela em vários problemas internacionais". Em nenhum caso, porém, os seus líderes "comprometeram os seus próprios interesses nacionais ou tornaram-se marionetes soviéticas". O interesse de Bagdá na cooperação com Moscou "baseou-se na necessidade de um poderoso patrono em seus esforços para perder todos os resquícios de colonialismo ocidental e estabelecer o Iraque como um membro autônomo da ordem mundial dos Estados-nação". Ao mesmo tempo, no entanto, a "elite governante [iraquiana] mostrou resistência obstinada em relação a qualquer coisa que pudesse ser considerada como uma intrusão nos assuntos internos do país ou como uma violação da soberania do Iraque sobre suas políticas internacionais".

#### Ocupação iraquiana do Kuwait
A União Soviética criticou a ocupação do Kuwait por Saddam Hussein em 2 de agosto de 1990 e apoiou uma resolução das Nações Unidas autorizando o uso de força militar, se necessário, para impor um embargo de armas contra o Iraque. Porém o apoio militar da União Soviética a Hussein também atraiu críticas substanciais dos Estados Unidos e de outros países ocidentais. Em Washington, D.C., os especialistas em política externa da Heritage Foundation, Jay P. Kosminsky e Michael Johns, escreveram, em 30 de agosto de 1990, que "ao condenar a invasão iraquiana, Gorbachev continua a ajudar Saddam militarmente. Segundo a própria admissão de Moscou, em uma conferência de imprensa oficial de 22 de agosto com o coronel do Exército Vermelho Valentin Ogurtsov, 193 conselheiros militares soviéticos ainda estão treinando e ajudando as forças armadas iraquianas de um milhão de homens. Em privado, fontes do Pentágono dizem que entre 3 000 e 4 000 conselheiros militares soviéticos podem estar no Iraque".

### Relações pós-soviéticas
Após a dissolução da União Soviética em dezembro de 1991, a Federação Russa recém independente e a República do Iraque estabeleceram relações diplomáticas e mantiveram laços militares e econômicos. A Rússia se opôs firmemente às sanções impostas ao Iraque pela ONU após a Guerra do Golfo Pérsico e pediu às Nações Unidas que as retirassem. Mas os Estados Unidos se recusaram fortemente a apoiar qualquer retirada das sanções. A Rússia se opôs firmemente à Guerra do Iraque e se recusou a apoiar a ação militar contra o Iraque. O presidente Vladimir Putin chamou-a de um grave erro e afirmou que somente as Nações Unidas poderiam resolver esta disputa. Também disse que a ação militar dos Estados Unidos e do Reino Unido foi contrária à opinião internacional. Não obstante, a Rússia ainda se recusou a se reunir com o administrador da Autoridade Provisória da Coalizão, Paul Bremer, e só se reuniria com membros do Conselho de Governo Iraquiano em vez disso. Porém a Rússia só viria ajudar o Iraque depois que a Autoridade Provisória da Coalizão foi desfeita e um novo governo iraquiano assumiu o poder. Em 7 de dezembro de 2004, o presidente russo Vladimir Putin se reuniu com o primeiro-ministro interino do Iraque, Ayad Allawi, e ambos os países se comprometeram a cooperar contra o terrorismo e a fortalecer os laços. Em 14 de setembro de 2005, Vladimir Putin se encontrou com o presidente iraquiano Jalal Talabani. Talabani pediu à Rússia para ajudar o Iraque e manter os fortes laços que existiam entre a Rússia e o Iraque desde a União Soviética.
O ex-Subsecretário de Defesa para a Segurança Tecnológica Internacional John A. Shaw, responsável pelo rastreamento dos programas de armas de Saddam Hussein antes e depois da invasão do Iraque em 2003, declarou em outubro de 2004 em março de 2005,  e em fevereiro de 2006  que foram os russos que ajudaram Saddam Hussein a "limpar" suas armas de destruição em massa "para impedir que os Estados Unidos as descobrissem". Em particular, em 18 de fevereiro de 2006, Shaw afirmou em uma conferência no The Intelligence Summit, em Alexandria (Virgínia), que "a resposta curta à questão de onde as armas de destruição em massa que Saddam adquiriu dos russos foi que elas foram" para a Síria e o Vale do Beca no Líbano. "Foram movidas por unidades russas Spetsnaz (forças especiais) sem uniforme, que foram especificamente enviadas ao Iraque para mover o armamento e erradicar qualquer evidência de sua existência", disse Shaw. Depois de acusar o GRU russo de ajudar Saddam a remover suas armas de destruição em massa, Shaw foi solicitado a renunciar por "exceder sua autoridade" ao revelar a informação, uma acusação que ele chamou de "especiosa". Shaw foi forçado a deixar o cargo quando sua posição foi eliminada em 10 de dezembro de 2004. Shaw declarou que veio a público com seus comentários sobre a Rússia mover as armas de destruição em massa do Iraque para ajudar George W. Bush, que ele acreditar estar sendo "crucificado" pelas revelações de que mais de 350 toneladas de explosivos haviam desaparecido no Iraque como resultado da invasão estadunidense. Ele disse: "Se eu não tivesse tido o ambiente abertamente hostil nos [assuntos públicos do Pentágono], teria conduzido a história de maneira diferente. Conseguir a verdade instantaneamente era mais importante do que o processo." Os comentaristas neoconservadores estadunidenses também acusaram a Rússia de fornecer armas aos insurgentes iraquianos.
Em 12 de abril de 2009, o primeiro-ministro Nouri al-Maliki tornou-se o primeiro líder iraquiano a visitar a Rússia desde 1981. Esta visita foi vista por muitos como forma de diversificar a dependência do Iraque aos Estados Unidos e também para obter novos parceiros. Durante o encontro, a liderança russa se opôs firmemente ao separatismo curdo e apoiou a integridade territorial do Iraque. Em 12 de dezembro de 2009, a petrolífera russa Lukoil ganhou um contrato para desenvolver os campos petrolíferos de West Qurna-2. Lukoil também foi acompanhada pela empresa norueguesa de petróleo Statoil. Esta foi a primeira vez que uma empresa russa participou na licitação para o petróleo do Iraque. O contrato com a Lukoil foi cancelado em 2002. No dia seguinte, o monopólio russo Gazprom também ganhou um contrato para desenvolver no campo petrolífero de Badra, perto da fronteira com o Irã.